# تيد أير
تيد أير هو سياسي أمريكي، ولد في 14 أغسطس 1946 في رولينز في الولايات المتحدة، وتوفي في 25 أغسطس 2017 بسبب سرطان البروستاتا. نشط حزبياً في الحزب الجمهوري. وقد انتخب عمدة موراي.